# Érize-Saint-Dizier
Érize-Saint-Dizier ist eine französische Gemeinde mit 193 Einwohnern (Stand: 1. Januar 2022) im Département Meuse in der Region Grand Est. Sie gehört zum Arrondissement Bar-le-Duc und zum Kanton Bar-le-Duc-1.

## Lage
Nachbargemeinden sind Rumont im Norden, Lavallée im Nordosten, Géry im Südosten, Loisey im Süden und Naives-Rosières im Westen.
Im Gemeindegebiet entspringt das Flüsschen Ezrule, das zur Aire entwässert.

## Bevölkerungsentwicklung

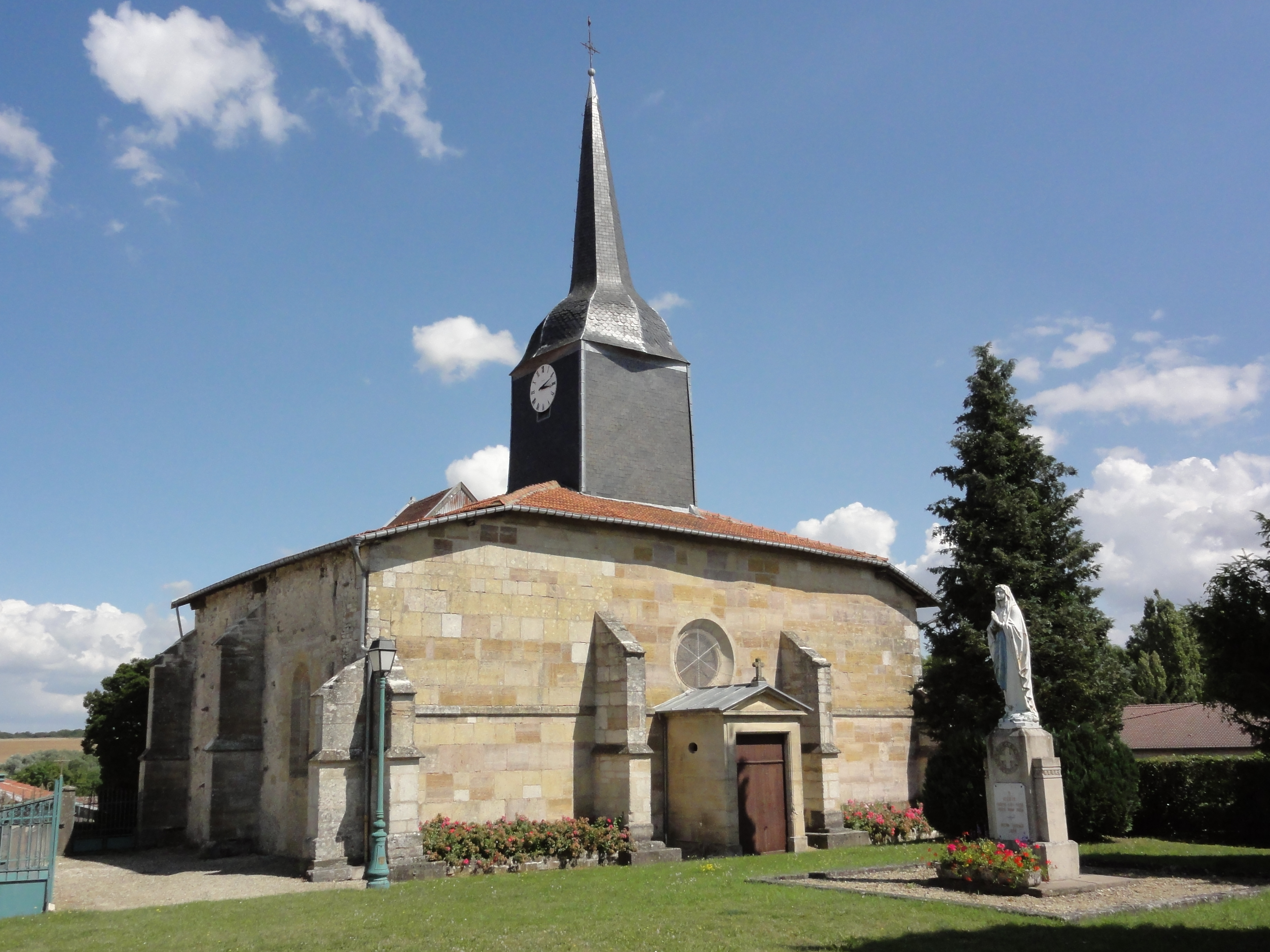
Kirche Saint-Didier

| Jahr      | 1962 | 1968 | 1975 | 1982 | 1990 | 1999 | 2008 | 2019 |
| --------- | ---- | ---- | ---- | ---- | ---- | ---- | ---- | ---- |
| Einwohner | 102  | 103  | 127  | 133  | 161  | 180  | 196  | 184  |